# Team Coast
Das Team Coast oder Team Bianchi ist ein ehemaliges deutsches Radsportteam, das von dem gleichnamigen Bekleidungs-Unternehmen  gesponsert wurde. Es wurde 1999 unter dem Namen Leonardo Coast gegründet und im Jahr 2003 aus finanziellen Gründen aufgelöst. Die durch den Radausstatter des Teams, FIV Edoardo Bianchi S.p.A., unterstützte Nachfolgeformation Team Bianchi (nicht zu verwechseln mit Bianchi (Radsportteam 1905–1966)), wurde zum Jahresende 2003 ebenfalls aufgelöst.

## Team Coast
Das Team Coast wurde 1999 gegründet und stieg unter der Leitung von Gesellschafter Günther Dahms 2001 in die Gruppe der weltbesten Teams, damals Groupe Sportif I (GS I) genannt auf. Damals verpflichtete man Alex Zülle und Fernando Escartín, beides Fahrer, die schon bei der Tour de France auf dem Podium standen, deren Karrieren sich allerdings schon dem Ende neigten. Im ersten Jahr als GS-I-Team gelang außer einem Etappensieg bei der Frühjahrsfahrt Paris–Nizza durch Zülle nicht ein einziger weiterer Sieg. 2002 stieß mit Ángel Casero der Vuelta-Sieger von 2001 zum Team. In dem Jahr kam der sportliche Durchbruch. Schon im Spätwinter wurden Siege bei der Katar-Rundfahrt errungen, Alex Zülle gewann die Tour de Suisse, Aitor Garmendia wurde Zweiter der Deutschland Tour und der Katalonien-Rundfahrt und Ángel Casero wurde Sechster der Vuelta a España.
Zur Saison 2003 wurde der Sieger der Tour de France 1997, Jan Ullrich, verpflichtet, der nach seiner Dopingsperre das Team Telekom verließ. Ihm folgte Rudy Pevenage als Sportlicher Leiter. Ullrich erzielte seinen ersten Sieg für das Team Coast bei Rund um Köln nach einer langen Alleinfahrt.
Allerdings hatte sich der Sponsor Coast offenbar mit der Verpflichtung des Tour-Siegers von 1997 übernommen und hatte Probleme, die Gehälter der Radprofis zu zahlen. Anfang März wurde das Team deshalb durch den Radsport-Weltverband UCI gesperrt.  Als Folge verließen verschiedene Fahrer, darunter Alex Zülle die Mannschaft. Im Mai 2003 sperrte die UCI das Team erneut wegen ausbleibender Gehälter. Die Betreibergesellschaft des Teams RSM geriet in der Folge in Insolvenz und das Team Coast wurde aufgelöst.

## Team Bianchi

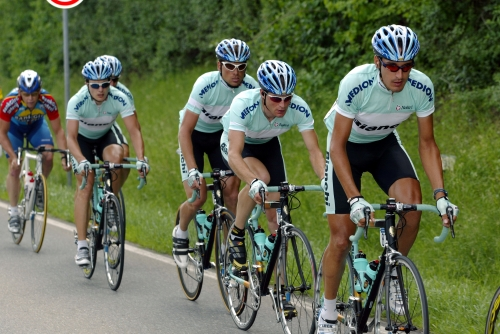
Team Bianchi bei der Deutschland Tour 2003

Die Teamstruktur des Team Coast wurde durch den ehemaligen niederländischen Radprofi Jacques Hanegraaf über seine Firma Cycle BV aus der Insolvenzmasse übernommen. 19 der 22 Coastfahrer und ein Teil des sonstigen Personals wechselten zu diesem Nachfolgeteam. Sportlicher Leiter blieb Rudy Pevenage. Das Team nannte sich nach dem bisherigen Radausstatter und nunmehrigen Hauptsponsor Team Bianchi. Die UCI erteilte dem neuen Team eine Lizenz und die ASO lud das Team zu Tour de France 2003 ein.
Die Tour de France verlief für das Team erfolgreich: Ullrich konnte das erste Einzelzeitfahren gewinnen und lieferte sich mit dem Amerikaner Lance Armstrong einen packenden Kampf um den Toursieg. Der Versuch des Teams, auf Basis dieser Erfolge weitere Sponsoren zu finden und so den Fortbestand des Teams zu sichern, gestaltete sich schwierig. Nachdem Ullrich im Oktober 2003 seine Rückkehr zum T-Mobile-Team bekanntgab, erklärte Hanegraaf zwar, dass das Team auch 2004 weiterbestehen solle; das Team wurde jedoch aufgelöst.

## Erfolge (Auswahl)
- Tour de Suisse 2002 + Etappensieg durch Alex Zülle
- Rund um Köln 2003 durch Jan Ullrich
- 2. Platz Tour de France 2003 und 1 Etappensieg durch Jan Ullrich
- 6. Platz Vuelta a España 2002 durch Ángel Casero
- 2. Platz Deutschland Tour 2001 und 2002 durch Aitor Garmendia
- 2. Platz Katalonien-Rundfahrt 2002 durch Aitor Garmendia
- ein Etappensieg Paris–Nizza 2001 durch Alex Zülle

## Bekannte ehemalige Fahrer
- Malte Urban (2000–2003)
- Christoph von Kleinsorgen (2000–2003)
- Fernando Escartín (2001–2002)
- Lars Michaelsen (2001–2002)
- Mauro Gianetti (2001–2002)
- Frank Høj (2001–2002)
- Stefan Adamsson (2001–2003)
- Alex Zülle (2001–2003)
- Daniel Becke (2001–2003)
- Luis Pérez Rodríguez (2001–2003)
- Manuel Beltrán (2002–2003)
- Fabrizio Guidi (2002–2003)
- Ángel Casero (2002–2003)
- André Korff (2002–2003)
- Francisco José Lara (2002–2003)
- Steffen Radochla (2002–2003)
- Sven Teutenberg (2003)
- Tobias Steinhauser (2003)
- Thomas Liese (2003)
- Jan Ullrich (2003)
- Raphael Schweda (2001–2003)